# Skuddramaet på Christiania 2016
Skuddramaet på Christiania 2016 udspillede sig om aftenen onsdag den 31. august 2016, hvor 3 personer blev skudt og såret ved Fredens Ark på Christiania. To betjente og en civil person, hvor den ene betjent blev ramt i hovedet. Skuddramaet skete i forbindelse med en anholdelse af en person, som skulle have forbindelse til hashmarkedet på Christiania. En person blev anholdt for skuddramaet, men afgik senere ved døden, som følge af, at han blev skudt under politiets anholdelse af ham og blev såret af skud. Politiets Aktionsstyrke var sat ind for at anholde gerningsmanden, der forsøgte at stikke af og begyndte at skyde mod politiet, der skød tilbage mod gerningsmanden.
Efter skyderiet har der været en række politiske udtalelser, hvor de fleste handler om hashmarkedet. Dagen efter skuddramaet opfordrede en pressegruppe fra Christianias fællesmøde til, at man ikke køber hash på Christiania mere.

## Skuddramaet
Under en anholdelse om aften, omkring klokken 23, onsdag den 31. august 2016, kommer to civilklædte betjente i klammeri med en cyklende person, som de har mistanke om, er en del af hashmarkedet på Christiania og skulle have dagens omsætning fra en hashbod på sig. Gerningsmanden vrister sig fri fra betjentene, trækker og affyrer herefter sin pistol, som rammer den ene betjent i hovedet og den anden betjent i benet.
Under flugten fra Christiania bliver en civil person skudt, ifølge pressen skulle gerningsmanden havde råbt "Er du osse fucking panser" og derefter have skudt den civile person i benet.

## Gerningsmanden
Gerningsmanden er af Københavns Politi blevet udpeget som den 25-årig Mesa Hodzic, af bosnisk oprindelse, der blev sigtet for skuddramaet på Christiania. Gerningsmanden blev anholdt klokken 6:45 om morgen i Tårnby dagen efter skuddramaet, under anholdelsen kom det til skudveksling, hvor gerningsmanden blev skudt og såret af politiet. Klokken 01:42, natten efter angrebet, afgik gerningsmanden ved døden på Rigshospitalet, som følge de skader af at at blive ramt af skud under anholdelsen.
Udover sigtelsen for skyderiet, er gerningsmanden også tiltalt for handel med 48 kilo hash, også en 22-årig mand blev anholdt i forbindelse med den sag. Ifølge politiet var gerningsmanden medlem af en salafist-gruppe ved navn Millatu Ibrahim.

## Politiske reaktioner
Ovenpå skuddramaet kom der en række politiske reaktioner og udtalelser, de handler om hashmarkedet på Christiania, nogle vil sætte mere ind for at bremse handlen, andre vil legalisere hashen, for at presse den ud af bandernes hænder.
Københavns Overborgmester Frank Jensen udtalte dagen efter sig for en legalisering af hash, samtidig med at han opfordrede Christiania til at lægge afstand til kriminelle, "Der er to billeder af Christiania. Pusher Street, som udvikler sig i en meget uheldig retning. Og så har vi et andet Christiania, hvor vi har et samarbejde, hvor vi koordinerer en lang række kommunale initiativer. De kræfter må nu træde frem og lægge afstand til det kriminelle netværk, der har erobret Pusher Street. Det er en klar opfordring, ellers kan vi ikke komme videre".
Statsminister Lars Løkke Rasmussen udtalte dagen efter skuddramaet at "Det kalder på en reaktion fra Christiania. Christiania har selv et ansvar for at presse de kriminaliserede ud. Hvis det her ikke kan få Christianitterne til at mødes og finde ud af, hvilken side af stregen de står på, så ved jeg ikke, hvad der skulle få dem til det".
Justitsminister Søren Pind udtalte dagen efter skuddramaet sig om Christiania "De skal for eksempel åbne Christiania mod det omkringliggende samfund startende på alle niveauer. Fra det faktum, at der er plankeværk, som hindrer politiet i at kigge ind, som skaber ro for forbryderne. For eksempel, at politibiler rent faktisk kan køre på Christiania".

### Nedrydning af hashboder
Christianitterne afholdt efter skyderiet et fællesmøde aften efter, kort før midnat kom en pressegruppe ud og meddelte: "Hvis I vil støtte Christiania nu, så lad være med at købe jeres hash herude" .. "Christianias fællesmøde vil gerne udtrykke sin dybeste medfølelse for den betjent, der er blevet hårdt såret, samt den anden betjent og den civile, der også er såret". Dagen efter skyderiet, den 2. september, begyndte christianitter om morgen at rive hashboderne i Pusher Street ned.
Ovenpå rydningen af hashboderne udtalte christianitten Ole Lykke til pressen "Jeg mindes ikke et fællesmøde af sammen styrke, siden vi havde fællesmøder om Bullshit for omkring 30 år siden. Samme sammenhold. Samme vilje til at tale ud. Samme tryghed ved at man kunne stå og sige nøjagtig, hvad man ville, uden at være bange for, at der skete repressalier bagefter". Der har tidligere været forsøg på at rive hashboderne ned, blandt andet i 2004 da pusherne selv rev deres boder ned, boderne kom dog siden igen.
Rydningen af boderne har samtidigt medført kritik fra pushernes side, der angiveligt ifølge medier har udtalte "Ingen af os synes, det er okay at skyde på en politimand. På ingen måde. Men vi er bekymrede for, at den her rydning får en bandekrig til at blusse op for fuld skrue". En tidligere christianit og nabo til Christiania udtalte sig om rydningen "Som mor bliver jeg ekstremt bekymret over, at de nu står ude på gaderne og sælger, hvor mine børn skal færdes". En anden reaktion var at Christianitter ovenpå rydningen valgte at sætte en hashbod op ude foran Christiansborg, dette skete som en aktion for legalisering af hash.

## Rygter og propaganda
Ovenpå skuddramaet har det været fremme i medierne, at der har været forskellige rygter omkring hændelsen, blandt andet at politiet skulle have skudt den civile person på Christiania, dette afvises dog af Kirsten Dyrman, Den Uafhængige Politiklagemyndighed.
Dagen efter skyderiet tog Islamisk Stat, på sociale medier og igennem deres nyhedsmedie Amaq, ansvaret for skyderiet. Dette fik Københavns Politi til at udsende følgende besked på deres Twitter-profil "Stadig ikke noget i efterforskningen, som antyder at gerningsmandens handlinger var påvirket af hans sympati for IS.".